# After Ever Happy
After Ever Happy är en amerikansk romantisk dramafilm från 2022 i regi av Castille Landon och med manus skrivet av Sharon Soboil samt baserad på den fjärde boken med samma namn från bokserien After av Anna Todd. Detta är den fjärde filmen i After-serien, och precis som i de tre tidigare filmerna spelas huvudrollerna Tessa Young och Hardin Scott av Josephine Langford och Hero Fiennes Tiffin.
Filmen hade biopremiär i Sverige den 24 augusti 2022, utgiven av Nordisk Film. En femte film, After Everything, hade biopremiär i september 2023.

## Rollista
- Josephine Langford – Tessa Young
- Hero Fiennes Tiffin – Hardin Scott
- Chance Perdomo – Landon Gibson
- Louise Lombard – Trish Daniels
- Kiana Madeira – Nora
- Carter Jenkins – Robert Freeman
- Arielle Kebbel – Kimberley
- Stephen Moyer – Christian Vance
- Mira Sorvino – Carol Young
- Rob Estes – Ken Scott
- Frances Turner – Karen Scott